# Miroslav Beránek

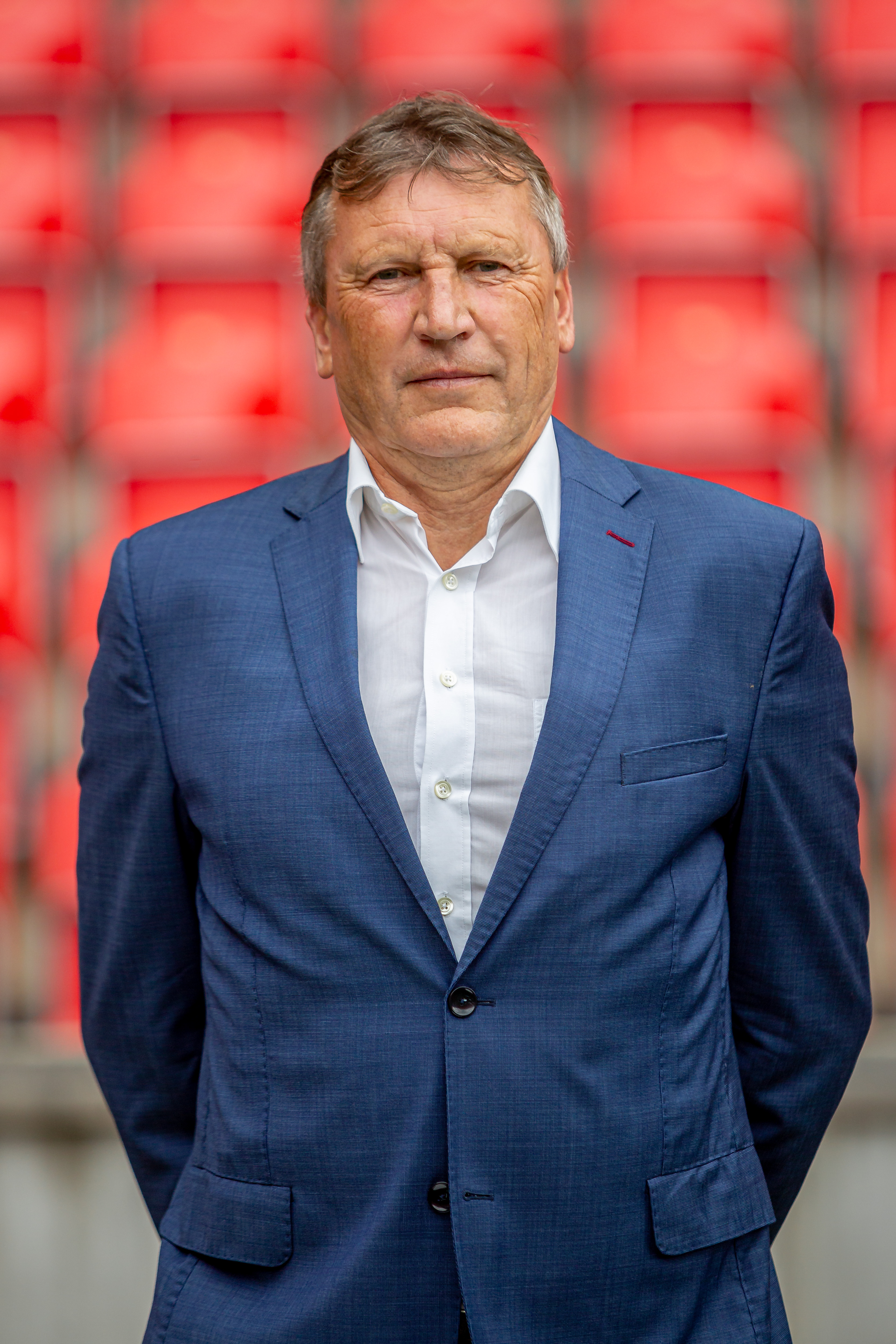

Miroslav Beránek (* 24. dubna 1957 Benešov) je bývalý československý fotbalista a později trenér. Jako hráč působil mimo Česka respektive Československa i v Rakousku. Trénoval (mimo Česka) také v Rakousku, Maďarsku, Kazachstánu a ve Spojených arabských emirátech.
Získal ocenění „Trenér měsíce Synot ligy“ za srpen 2014.

## Trenérská kariéra
Trenérskou kariéru začal v roce 1991 v Gmündu; od roku 1993 byl rok asistentem trenéra ve Slavii, a poté ji rok vedl. Krátce působil na Kladně, od roku 1996 pak byl trenérem Blšan. Na podzim 2001 byl odvolán, záhy však dostal nabídku ze Slavia Praha, kterou přijal. Během dvou let působení v pražském klubu dokázal vyhrát domácí pohár v roce 2002. Jelikož s týmem nezískal titul, ani se nedostal do Ligy mistrů, byl v prosinci 2003 odvolán. V té době současně pracoval jako Brücknerův asistent u české reprezentace do 21 let, kterou později sám vedl a v roce 2002 s ní vyhrál titul mistrů Evropy. V letech 2002–2006 byl rovněž Brücknerovým asistentem u reprezentačního áčka.
Po MS 2006 skončil a vzal angažmá v maďarském Debrecínu, se kterým vyhrál maďarskou ligu 2006/07 a maďarský Superpohár 2007. V listopadu 2007 své angažmá v Maďarsku ukončil. Od června 2008 působil tři měsíce ve Spojených arabských emirátech, v prosinci téhož roku nastoupil ve Zbrojovce Brno. V létě 2010 v klubu skončil, ale už na konci srpna získal angažmá na Kladně. V letech 2011–2013 byl trenérem národního týmu Kazachstánu, od léta 2012 navíc rok souběžně vedl i klub FC Astana.
V červnu 2014 po 11 letech vrátil do pražské Slavie do funkce hlavního trenéra. Skončil i s celým realizačním týmem po sezóně 2014/15, Slavia obsadila konečné 11. místo.
Od března 2017 je šéftrenérem dorostu Slavie Praha.

## Úspěchy

### Trenérské
Reprezentace ČR do 21 let
- vítěz ME U21 2002

SK Slavia Praha
- vítěz českého poháru 2001/02

VSC Debrecín
- vítěz maďarské ligy 2006/07
- vítěz maďarského Superpoháru 2007

FC Astana
- vítěz kazašského poháru 2012[5]

### Individuální
- 1× trenér měsíce Gambrinus ligy: 08/2014

## Osobní život
Je ženatý, má manželku Libuši a dcery Olgu a Svatavu.[zdroj?]